# Tsutomu Sakamoto
Tsutomu Sakamoto (坂本 勉?, Sakamoto Tsutomu; 3 agosto 1962) è un ex pistard giapponese.

## Palmarès

### Olimpiadi
- 1 medaglia:
  - 1 bronzo (Los Angeles 1984 nella velocità)